# Nicolaus Blohm
Nicolaus Blohm (* 1779 in Dreye (bei Bremen); † 1855 in Bremen) war ein deutscher Architekt und Ingenieur sowie Stadtbaudirektor in Bremen.

## Biografie

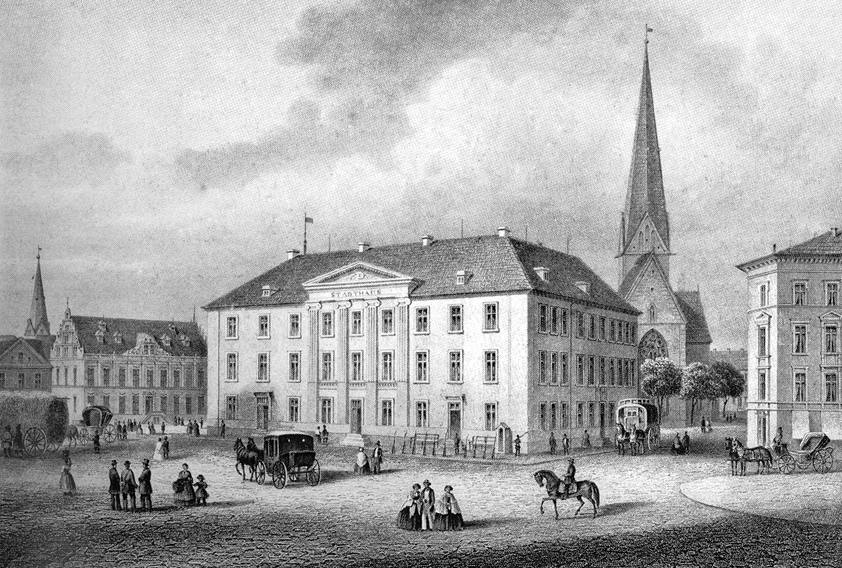
Das Stadthaus dem Domshof um 1850–1864.

Nicolaus Blohm trat 1815 als Deichkondukteur (Deichbauaufseher) in bremische Dienste. Über seine Ausbildung ist nichts bekannt. Er war wahrscheinlich „ein wissenschaftlich gebildeter Mann“, wie der spätere Oberbaudirektor für Wasser- und Hafenbau in Bremen, Hermann Bücking, über Blohm in dem Nachschlagewerk Bremische Biographie des 19. Jahrhunderts von 1912 schreibt. 
Blohm war zugleich als Architekt und Ingenieur tätig, wie es damals noch üblich war. Von 1816 bis 1818 leitete er den Umbau des alten Palatiums zum Stadthaus. Dabei wurde der Altbau größtenteils abgerissen, umgebaut und durch umfangreiche Neubauteile ergänzt und erweitert. Das Palatiumsgebäude im Stil der Backsteingotik war im 13. Jahrhundert als Sitz der Bremer Erzbischöfe errichtet worden und nach einer wechselvollen Geschichte 1803 im Zuge des Reichsdeputationshauptschlusses wieder in bremischen Besitz gekommen. Es stand nordwestlich des Doms, wo sich heute das Neue Rathaus befindet. Blohm verstand es, dem Stadthausgebäude ein neues Gesicht zu geben. Später, im Jahr 1909, wurde das Stadthaus abgebrochen, um dem von dem Architekten Gabriel von Seidl errichteten Neuen Rathaus Platz zu machen. 
Nach dem Neubau des Stadthauses betätigte sich Blohm wasserbaulich und wurde später Stadtbaudirektor von Bremen. Erst 1822 erhielt er personelle Hilfe in Friedrich Moritz Stamm, der Bauinspektor und später Baudirektor für „Land- und Hochbau“ wurde, während Blohm den Deich- und Wasserbau leitete. Stamm übernahm dann 1839 das Amt des Stadtbaudirektors. 
Blohm leistete hervorragendes und kam zu hohem Ansehen in Bremen.